# Metro Area

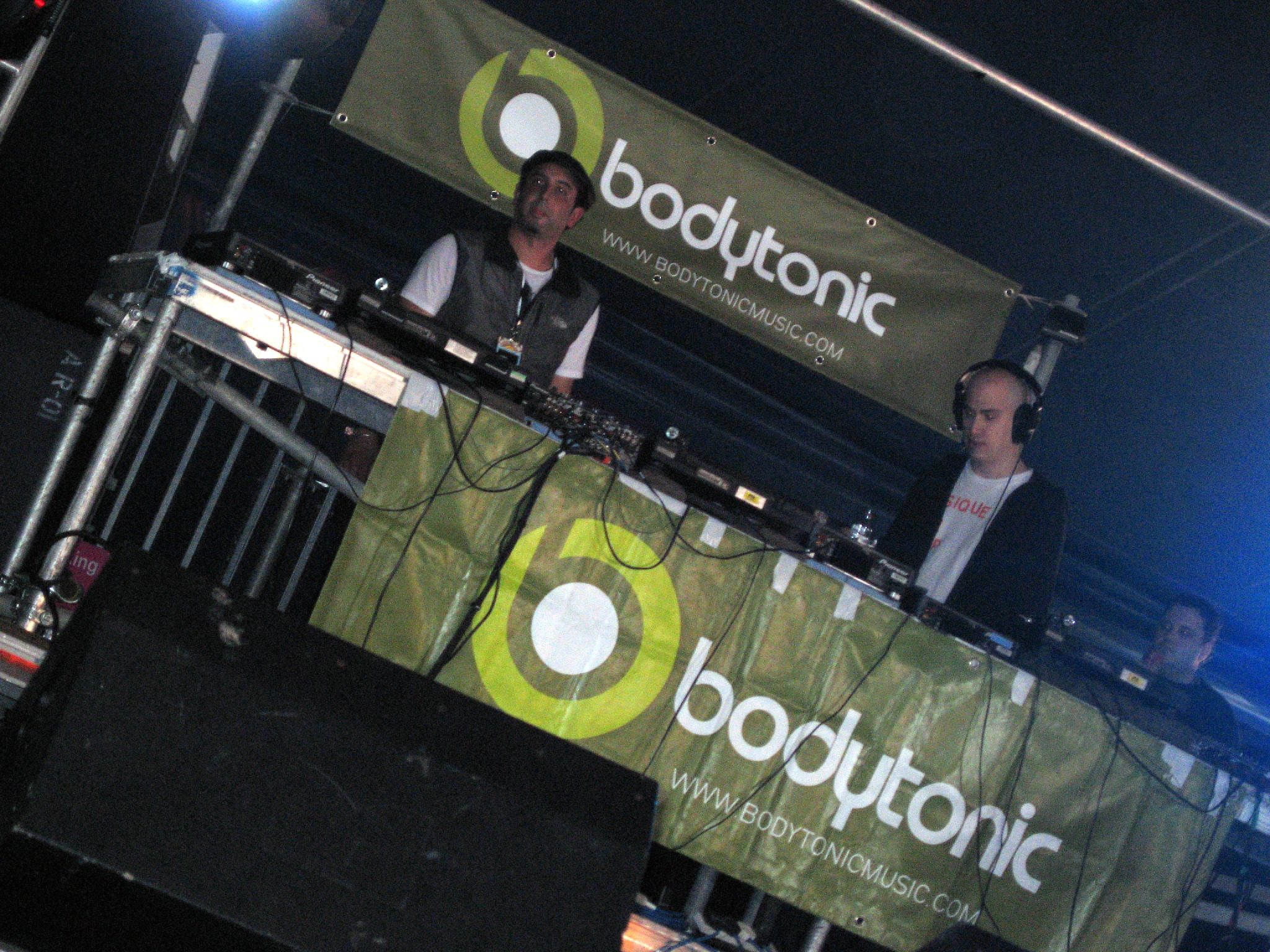
Metro Area

Metro Area is een Amerikaanse housemuziekact uit Brooklyn die bestaat uit Morgan Geist en Darshan Jesrani. De stijl van Metro Area bevat veel elementen uit de disco en electro en wordt onder de naam nu-disco geschaard.

## Geschiedenis
Geist werd geboren in New Jersey en Jesrani in New York. Beide waren actief in de rockscene, maar stapten later over naar house. Morgan Geist richtte in zijn studententijd het Environ label op, en bracht daarop vanaf 1994 singles uit en maakte de albums The Driving Memoirs (1997) en Environ - Into A Separate Space (1998). Jesrani is actief in Essa 3, waarmee een album werd gemaakt.
Aan het einde van de jaren negentig leerden Morgan en Darshan elkaar via een mailinglijst kennen. Toen ze elkaar een tijd kenden vormden ze Metro Area. Daarmee brachten ze de ep Metro Area. Daarna volgden een tweede (2000), derde (2001) en vierde (2001). Eond 2002 brachten ze het album Metro Area uit. Daarop werd een groep sessiemuzikanten ingeschakeld die het duo ondersteunde bij het opnemen van tracks. Het album werd goed ontvangen en groeide uit tot een van de invloedrijkere albums van het decennium. Daarna volgen nog ep deel vijf (2004), zes (2005) en zeven (2007). In 2008 maakte Metro Area de 43e mix voor de club Fabric. Daarna hadden soloprojecten weer de overhand. Zo behaalde Geist in 2010 de eerste plek van de Amerikaanse dancelijst met het nummer Look right trough van Storm Queen. Dit nummer werd in 2013 ook in Nederland een hit.

## Discografie

### Albums
- Metro Area (2002)

### Singles/ep's
- Metro Area 1 (1999)
- Metro Area 2 (2000)
- Metro Area 3 (2001)
- Metro Area 4 (2001)
- Piña (2001)
- Dance Reaction (2002)
- Metro Area 5 (2004)
- Metro Area 6 (2005)
- Metro Area 7 (2007)